# Cystodermella cristallifera
Cystodermella cristallifera är en svampart som först beskrevs av Thoen, och fick sitt nu gällande namn av Harmaja 2002. Cystodermella cristallifera ingår i släktet Cystodermella och familjen Agaricaceae.   Inga underarter finns listade i Catalogue of Life.